# Vlajka Melilly

Melillská vlajka
Poměr stran: 2:3

Vlajka Melilly, španělského autonomního města na severu Afriky, je tvořena světlemodrým listem o poměru stran 2:3, na kterém je ve středu umístěn, mezi dvěma Herkulovými sloupy, městský znak. Stejné sloupy jsou umístěny také na španělské vlajce.

## Galerie

Melillský znak
Španělská vlajka Poměr stran: 2:3